# Maxime Vantomme
Maxime Vantomme (Menen, 8 marzo 1986) è un ciclista su strada belga che corre per il team Tarteletto-Isorex. È professionista dal 2008.

## Carriera
Attivo tra gli Under-23 con la Beveren 2000, negli ultimi mesi del 2006 trascorre un periodo da stagista nella Quick Step-Innergetic. Professionista dal 2008 con la Mitsubishi-Jartazi, in stagione coglie la sua prima vittoria alla terza tappa de La Tropicale Amissa Bongo. Nel 2014, in maglia Roubaix-Lille Métropole, vince la sua prima semi-classica, Le Samyn, e la classifica generale del Paris-Arras Tour. Nella stagione successiva vince la Parigi-Chauny. Nel 2017 si aggiudica la terza tappa del Circuit des Ardennes, manifestazione che chiude secondo in classifica generale, alle spalle di Jhonatan Narváez.

## Palmarès
- 2008 (Mitsubishi-Jartazi, una vittoria)

3ª tappa La Tropicale Amissa Bongo (Bongobille > Moanda)
- 2014 (Roubaix-Lille Métropole, due vittorie)

Le Samyn
Classifica generale Paris-Arras Tour
- 2015 (Roubaix-Lille Métropole, una vittoria)

Parigi-Chauny
- 2017 (WB-Veranclassic-Aqua Protect, una vittoria)

3ª tappa Circuit des Ardennes (Nouvion-sur-Meuse > Floing

### Altri successi
- 2014 (Roubaix-Lille Métropole)

1ª tappa Paris-Arras Tour (Lens > Arras, cronosquadre)

## Piazzamenti

### Classiche monumento
- Giro delle Fiandre

2010: ritirato
2012: 69º
2013: 31º
2018: ritirato
- Parigi-Roubaix

2012: 76º
- Liegi-Bastogne-Liegi

2013: 65°
2018: ritirato
- Giro di Lombardia

2011: ritirato